# Pico do Fogo
Il Pico do Fogo è un vulcano situato sull'isola di Fogo, in Capo Verde. Con la sua altitudine di 2829 metri s.l.m., rappresenta il punto più elevato del territorio di Capo Verde.